# 相星雅子
相星 雅子（あいほし まさこ、1937年10月23日 - 2019年3月12日）は、日本の小説家、エッセイスト、コラムニスト。日本ペンクラブ会員、『九州文学』同人。鹿児島県を中心に活動し、地方文芸誌『小説春秋』や鹿児島ペンシルクラブを主宰した。

## 経歴
関東州（満洲国の日本租借地）大連市生まれ。父は南満洲鉄道勤務だった。奉天市で終戦をむかえ、1946年に父母の故郷鹿児島市に引き揚げ。1956年に鹿児島県甲南高等学校を卒業。家庭の事情で大学進学を断念し、九州電力に勤務した後、結婚して退職し3人の子を育てる。1973年に鹿児島の文芸同人誌『原色派』で小説を書き始める。1989年、短編小説集『みなみのポプラ』を出版。1990年、「下関花嫁」で第18回南日本文学賞受賞。同年、日本ペンクラブに入会。1994年に同人誌『小説春秋』を創刊し編集発行人を務める。1995年、鹿児島県芸術文化奨励賞を受ける。1997年に鹿児島ペンシルクラブを設立し代表を務めた。また、1997年秋に放送大学鹿児島学習センターが開設されるのを機に入学を決意し、同年春のうちに熊本学習センター所属で入学し、鹿児島学習センター設立時に移籍、4年間計画的に単位を取得して卒業した。2008年から、島尾敏雄や五代夏夫の後を継いで南日本新聞新春文芸（地元新聞社の公募企画）小説部門の選考委員となり、2016年まで務めた。第二次世界大戦中に生まれ育った世代として平和推進運動にも参加した。

## 評価
- 『文藝春秋』同人雑誌評にて1989年10月号で「文字の花嫁」（『原色派』35号掲載）、1993年10月号で「リトル・スター」（『原色派』43号掲載）、2001年11月号で「残菊」（『小説春秋』14号掲載）、2006年12月号で「ははそばの」（『小説春秋』19号）が各回ベスト5に選ばれ、「残菊」は2001年下半期奨励作となった。
- 著名作家を招いた講演会の開催などで鹿児島の文壇を活性化させ、地元のカルチャースクール等の小説教室・エッセイ教室講師を長年務めて後進の育成に尽力した[3]。

## 逸話
- 評論家の八木俊樹（京都大学学術出版会代表）は実弟[1]。
- 鹿児島県甲南高等学校 2年のときに詩に熱中しはじめたのが顧問の目にとまり強く勧誘されて文学部[6]に所属[7]。父が亡くなって忙しく普段部活動に行くことはできなかったが[3]、機関誌『深海魚族』に詩を寄せた[7]。
- 西鹿児島駅（現：鹿児島中央駅）の近くで母親と喫茶店を営んだ時期がある[5]。
- かごしま九条の会よびかけ人の一人[8]。

## 著書
小説集
- 『みなみのポプラ』（三笠書房、1989年6月）
  - 「時代」「敗北」「夜汽車」「転生」「白い花」「分身」「遠い町」「光景」「結び目」収録
- 『下関花嫁』（高城書房、1990年3月）
  - 「文字の花嫁」「木馬」「下関花嫁」「賎民」収録
- 『膿む季節　相星雅子小説選集 3』（楠書房、2013年10月） - 他の巻は未刊行
  - 「包丁の記」「腋の下」「さよならはきらい」「ヴィラ・デ・ブリアン」「ファイナル・ホーム」「店の名はライフ」収録

ノンフィクション
- 『華のときは悲しみのとき 知覧特攻おばさん鳥浜トメ物語』（高城書房、1992年5月）

エッセイ集
- 『おそれたまえ百万人の隠れ王を』（随筆かごしま社、2005年1月）

コラム集
- 『おんなの言葉365日』（高城書房、1991年6月）

アンソロジー収録（小説）
- 相星雅子 監修『鹿児島の女性作家たち』（高城書房、1999年6月）
  - 「リトル・スター」収録
- 相星雅子 高岡修 編『現代鹿児島小説大系 第1巻』（ジャプラン、2014年4月）
  - 「おまる」収録